# Jim Parrack
Jim Parrack (ur. 8 lutego 1981 w Allen, Teksas) – amerykański aktor. Występował w roli Hoyta Fortenberry’ego w serialu Czysta krew. 

## Życie prywatne
Jego żoną jest Ciera Parrack. Para nie ma dzieci.

## Filmografia
- 2014: Furia (Fury) jako sierżant Binkowski
- 2011: Inwazja: Bitwa o Los Angeles (Battle: Los Angeles) jako starszy szeregowy Peter Kerns
- 2009: Nie z tego świata (Supernatural) jako Nick Munroe
- 2008: Czysta krew (True Blood) jako Hoyt Fortenberry
- 2007: Zabójcze umysły (Criminal Minds) jako Paul
- 2007: Raines jako Mark Jessup
- 2007: Agenci NCIS (NCIS) jako Nick Hurley
- 2007: Finishing the Game jako Jerry
- 2006: Krok od domu (Close to Home) jako Joe Nelson
- 2006: Chirurdzy (Grey's Anatomy) jako Ted Carr
- 2006: CSI: Kryminalne zagadki Las Vegas (C.S.I.: Crime Scene Investigation) jako Jack Day
- 2006: Standoff jako Sam Ellis
- 2006: Ostry dyżur (ER) jako Phil
- 2006: Annapolis jako AJ
- 2006: Detektyw Monk (Monk) jako Roger Zisk